# Hebden Water
Hebden Water är ett vattendrag i Storbritannien.   Det ligger i riksdelen England, i den centrala delen av landet, 280 km nordväst om huvudstaden London.